# Biserica Adormirea Maicii Domnului din Voinești

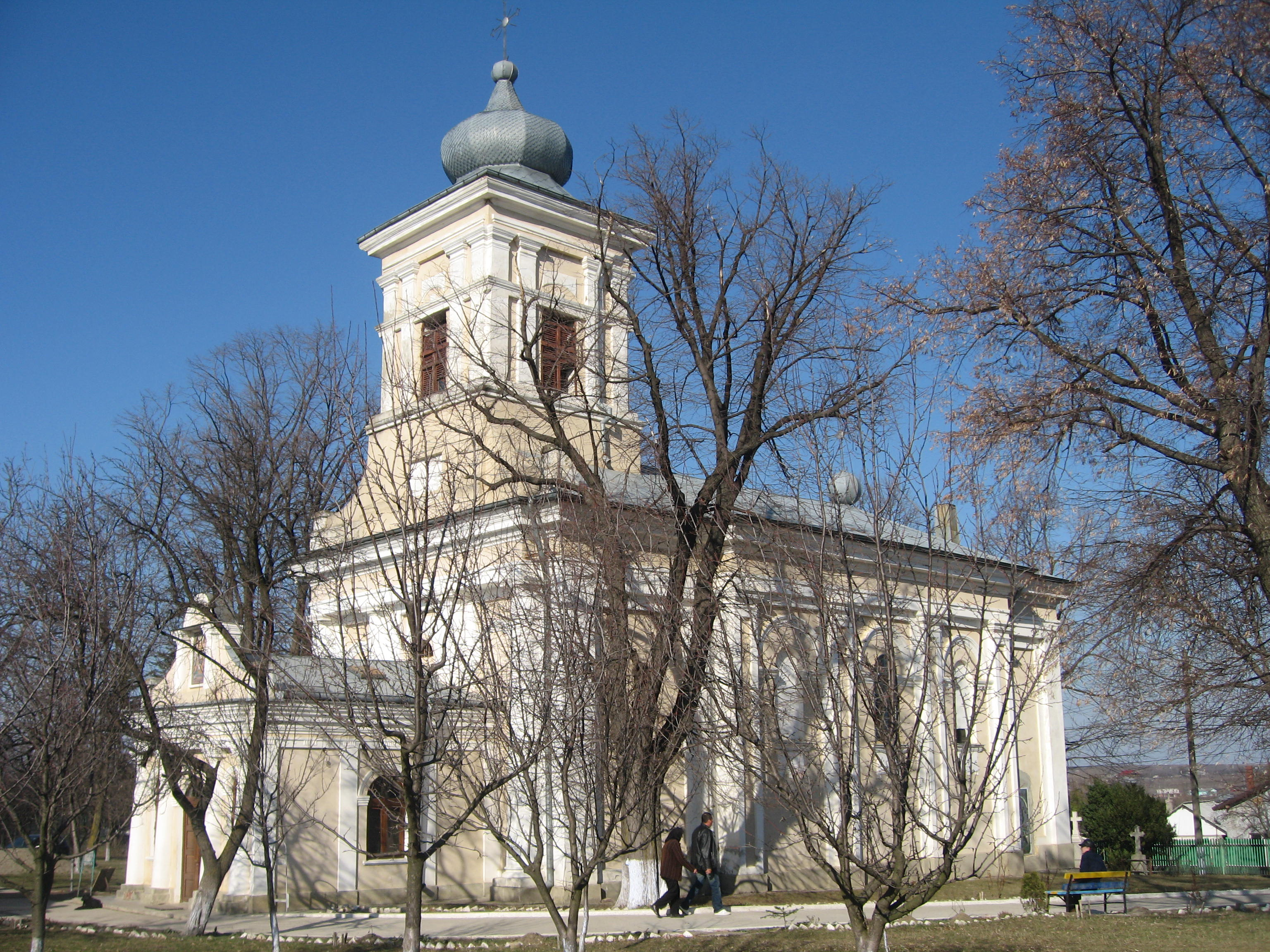
Biserica Adormirea Maicii Domnului din Voineşti

Biserica Adormirea Maicii Domnului din Voinești este o biserică din satul Voinești din județul Iași (la o distanță de 18 km sud de Iași) și care a fost construită de către familia boierească Negruzzi în anul 1834. Biserica se află în centrul satului Voinești, în apropiere de primărie și de conacul familiei Negruzzi.
Biserica Adormirea Maicii Domnului din Voinești nu este inclusă pe Lista monumentelor istorice din județul Iași.

## Istoric
Satul Voinești a fost înființat la mijlocul secolului al XVII-lea ca așezare de țărani clăcași pe moșia boierilor Voinești. În jurul anului 1825, proprietarul moșiei Voinești, serdarul Iorgu Anastasie Voinescu, a dat această moșie ca zestre fiicei sale Zoe la căsătoria acesteia cu spătarul Enache (Ianachi) Negruzzi (1799-1836), vărul scriitorului Costache Negruzzi (1808-1868).
În anul 1830, familia boierului Ianachi Negruzzi a construit un conac la Voinești pe trei niveluri (demisol+parter+etaj) cu 28 de încăperi întinse pe o suprafață totală de 850 de metri pătrați. Conacul era înconjurat de un parc, care se mai întinde astăzi pe o suprafață de aproape trei hectare. 
În anul 1834, spătarul Ianachi Negruzzi a construit în apropierea conacului o biserică din cărămidă pe temelie de piatră. Anterior, în apropierea bisericii, a existat o altă biserică mai veche, din care nu se mai păstrează decât locul unde se afla Sfânta Masă, deasupra căreia se înalță o troiță din piatră și lemn de stejar.
În această biserică au fost înmormântați mai mulți membri ai familiei boierești Negruzzi: serdarul Iorgu Anastasie Voinescu (decedat la 64 ani), spătarul Ianachi Negruzzi (1799 - 29 iunie 1836), Zoe A. Negruzzi, născută Rosetti (1846 - 4 august 1868), Scarlat Alexandru Negruzzi (decedat la 10 octombrie 1868, la vârsta de 3 luni) și copiii Ecaterina, Eduard și Ioan Negruzzi.
În anul 1905 a fost adăugat pe latura de vest a bisericii un pridvor închis.
Biserica dispune de câteva obiecte de valoare artistică și istorică și anume o cruce de mână din lemn sculptat ferecată în argint, o cruce din lemn ferecat în argint aurit, o icoană a Maicii Domnului îmbrăcată în argint, o Evanghelie cu litere chirilice datând din 1845, ferecată în argint, un policandru din lemn tare, o strană arhierească precum și tabloul ctitorilor pictat în ulei pe pânză.

## Arhitectura

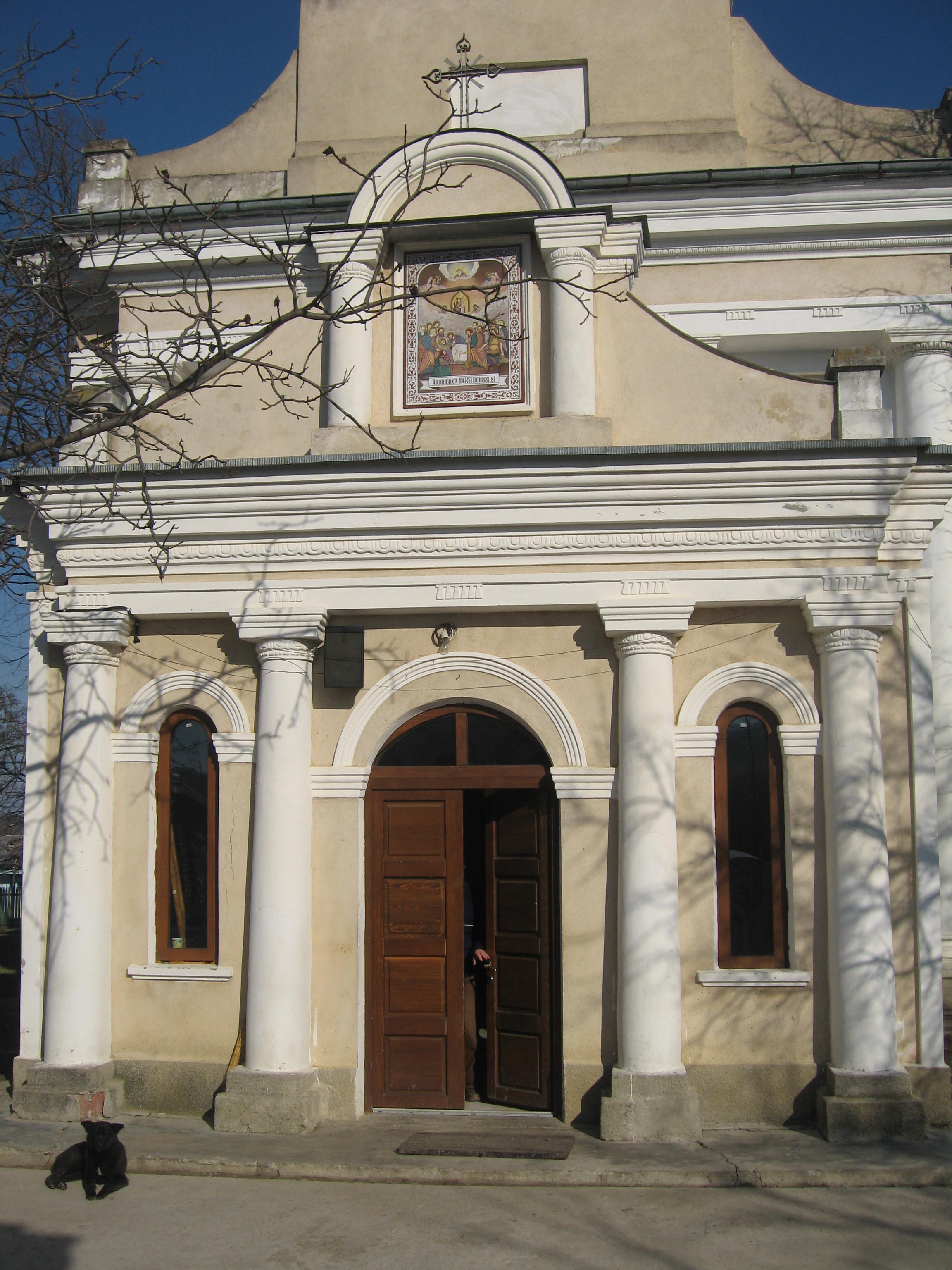
Portalul de intrare

Biserica are formă de navă (corabie). Acoperișul este în formă de șarpantă învelit cu tablă galvanizată. Pe părțile laterale ale pereților exteriori se află câte trei pilaștri fictivi cu capiteluri murale, dispuși simetric, deasupra cărora se află un brâu alcătuit din mai multe linii drepte. Sub streașină, biserica este înconjurată de un brâu mural, dințat la bază. Biserica are trei ferestre: câte una pe fiecare parte a naosului și una pe absida altarului. De o parte și de alta a ferestrelor de pe pereții exteriori ai naosului se află câte două ferestre oarbe terminate la partea superioară în arc semicilindric. 
În interior, biserica este compartimentată în patru încăperi: pridvorul (adăugat în 1905), pronaosul, naosul și altarul. Pronaosul și naosul au pardoseală din lespezi de piatră, în timp ce altarul are o dușumea din lemn de brad. Pridvorul are un plafon plan.
Pronaosul servește și de cameră a mormintelor, pe partea nordică aflându-se cripta cu osemintele ctitorilor, străjuită de un monument funerar din marmură albă. Pronaosul are o cupolă semicilindrică susținută și întărită pe arcuri transversale. Deasupra pronaosului se înalță turla clopotniței de formă pătrată cu patru ferestre în arc bizantin și cu acoperișul în cupolă, în formă de bulb cu o cruce în vârf.
Pronaosul este despărțit de naos prin pilaștri aflați la nivelul zidurilor pe care se reazemă arcul de boltă despărțitor. Naosul are formă circulară, cu diametrul de 8,75 m și are o calotă semisferică care se sprijină pe arcuri de boltă transversale. Pe latura de nord a naosului se află un amvon din lemn ornamentat cu sculpturi simbolice și având un vultur ca suport pentru evanghelie. Altarul are o absidă semicirculară, cu adâncimea de 5,60 m.
Biserica nu a fost pictată, pe pereții ei aflându-se icoane pictate în ulei pe lemn în stil bizantin, aparținând secolelor al XIX-lea și al XX-lea. Catapeteasma este din lemn de tei cu 8 colonete verticale, cu baze și capiteluri ornamentate cu ramuri și frunze de viță de vie, sculpturi aplicate și poleite cu aur. Icoanele de pe catapeteasmă sunt pictate în secolul al XIX-lea și au rame poleite cu aur. Ușile împărătești sunt sculptate cu ramuri și frunze poleite cu aur.

## Galerie foto

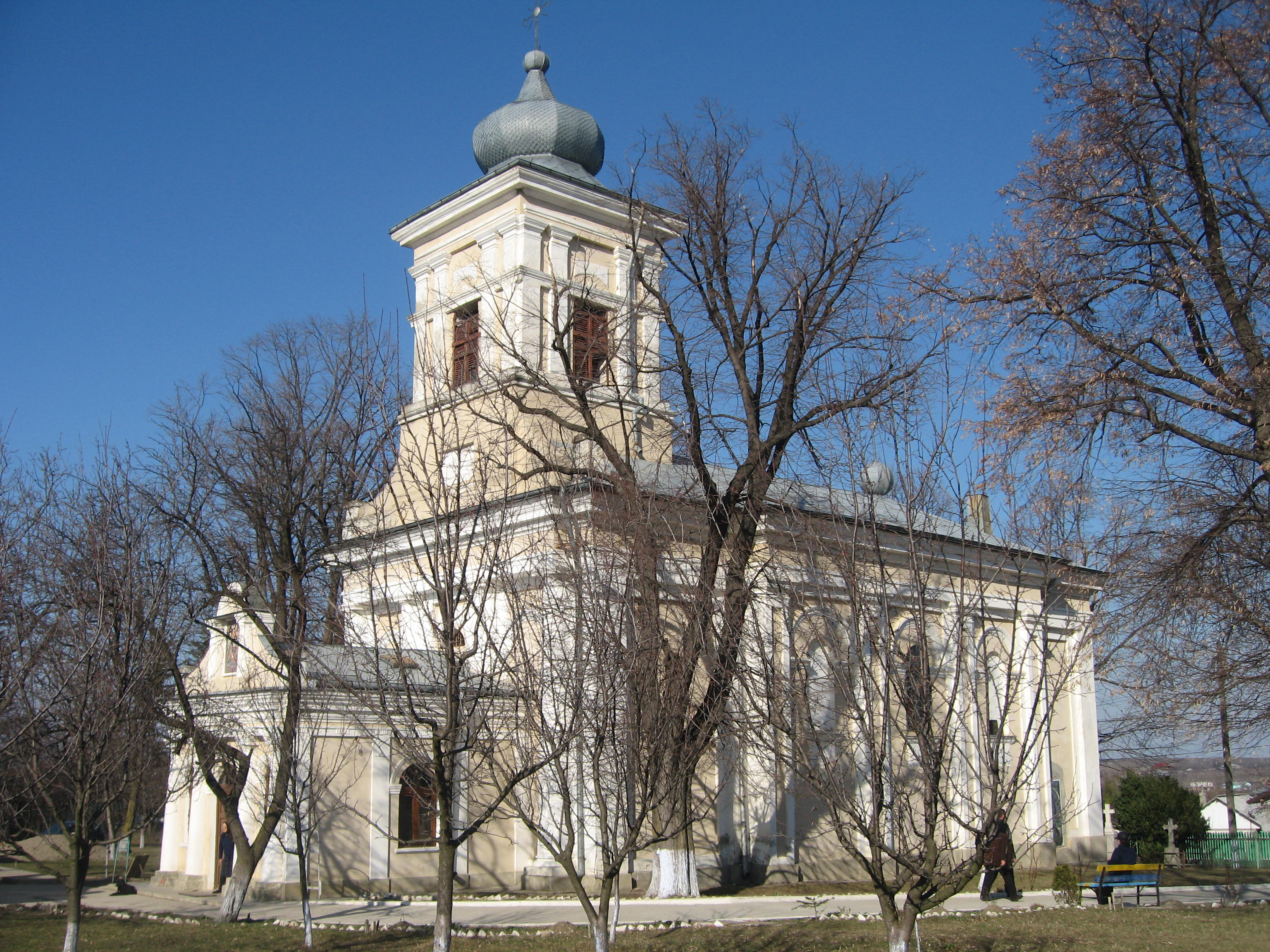
Biserica Adormirea Maicii Domnului din Voinești - vedere dinspre sud-vest
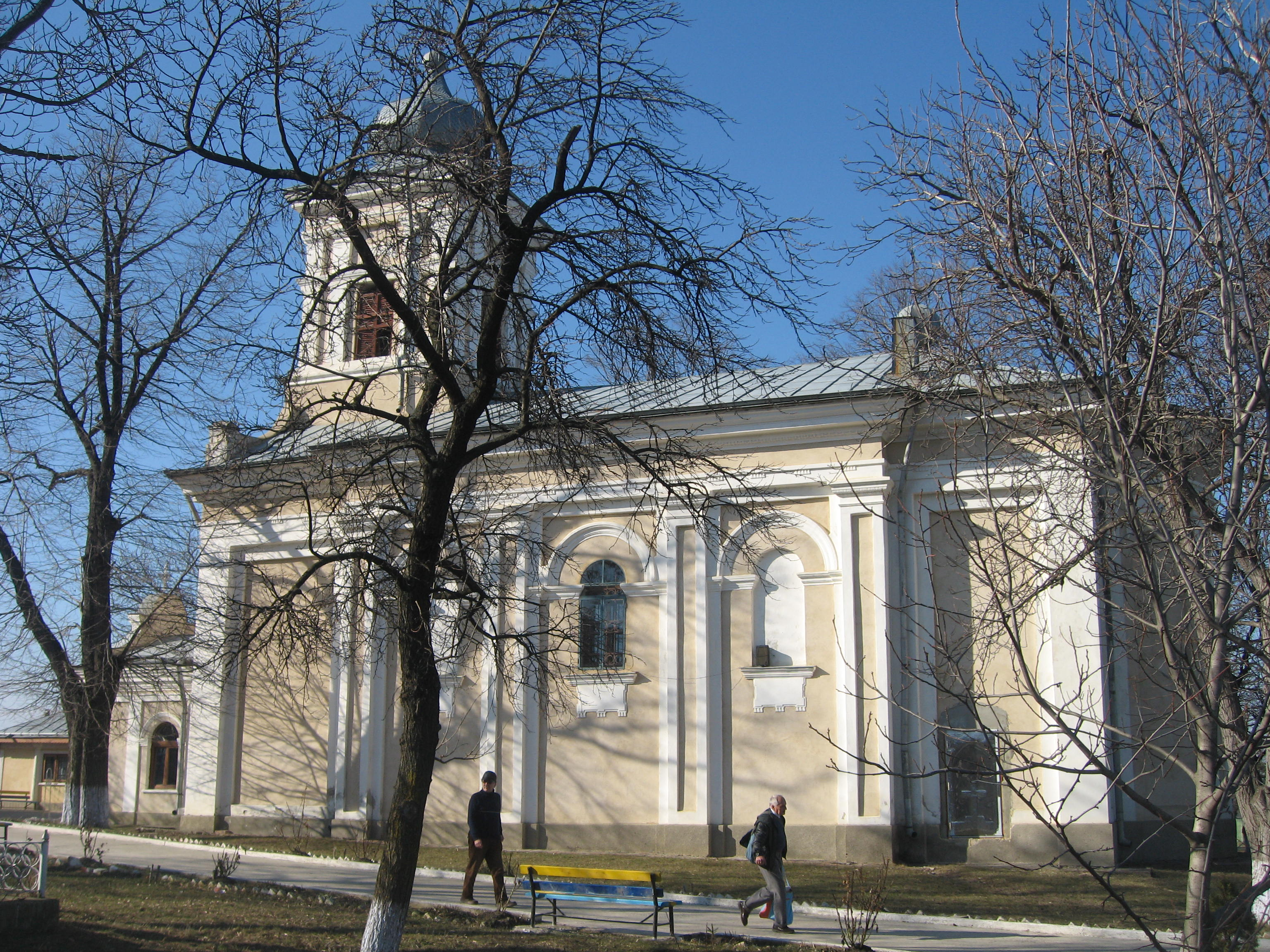
Biserica Adormirea Maicii Domnului din Voinești - latura sudică
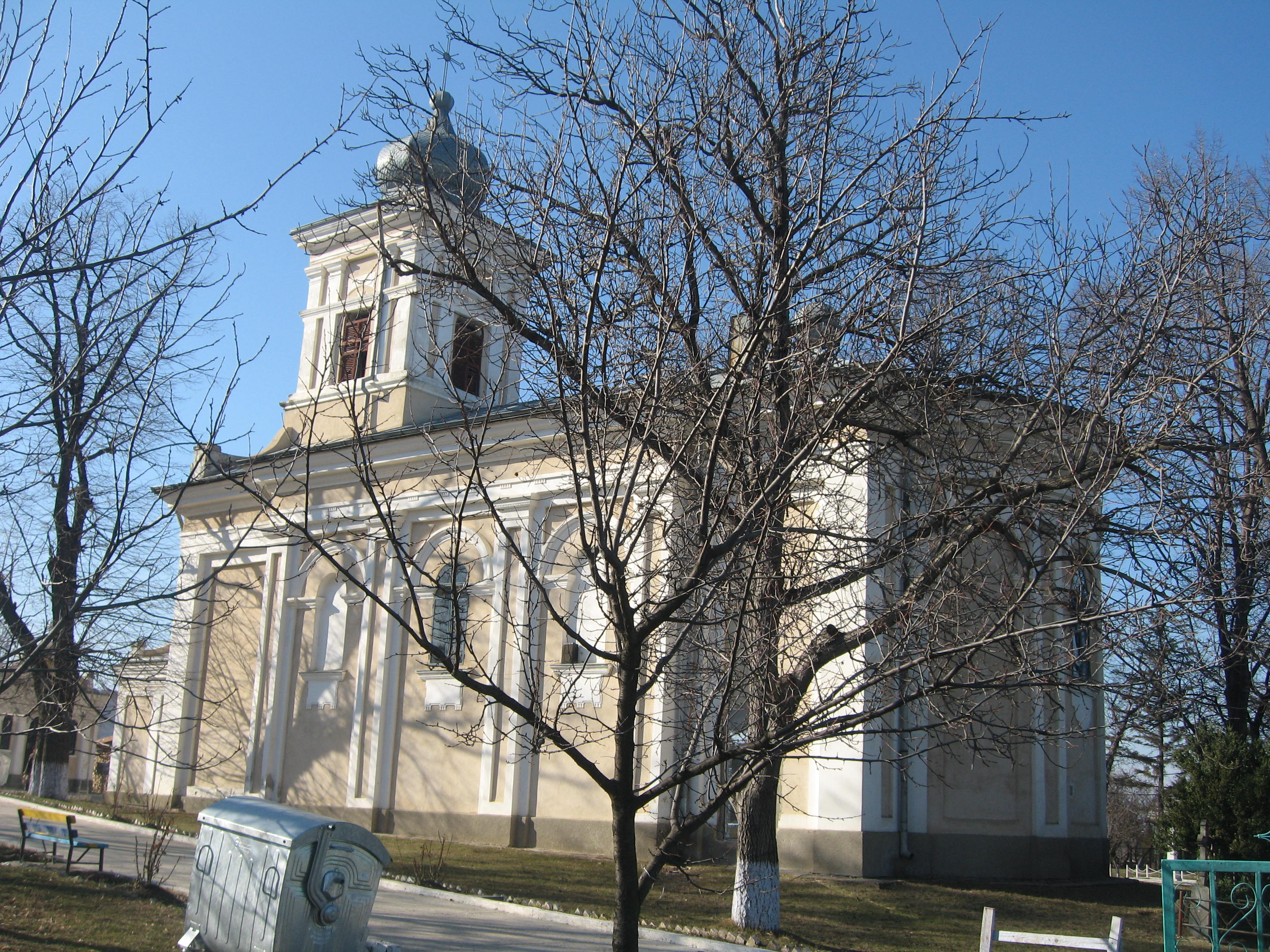
Biserica Adormirea Maicii Domnului din Voinești
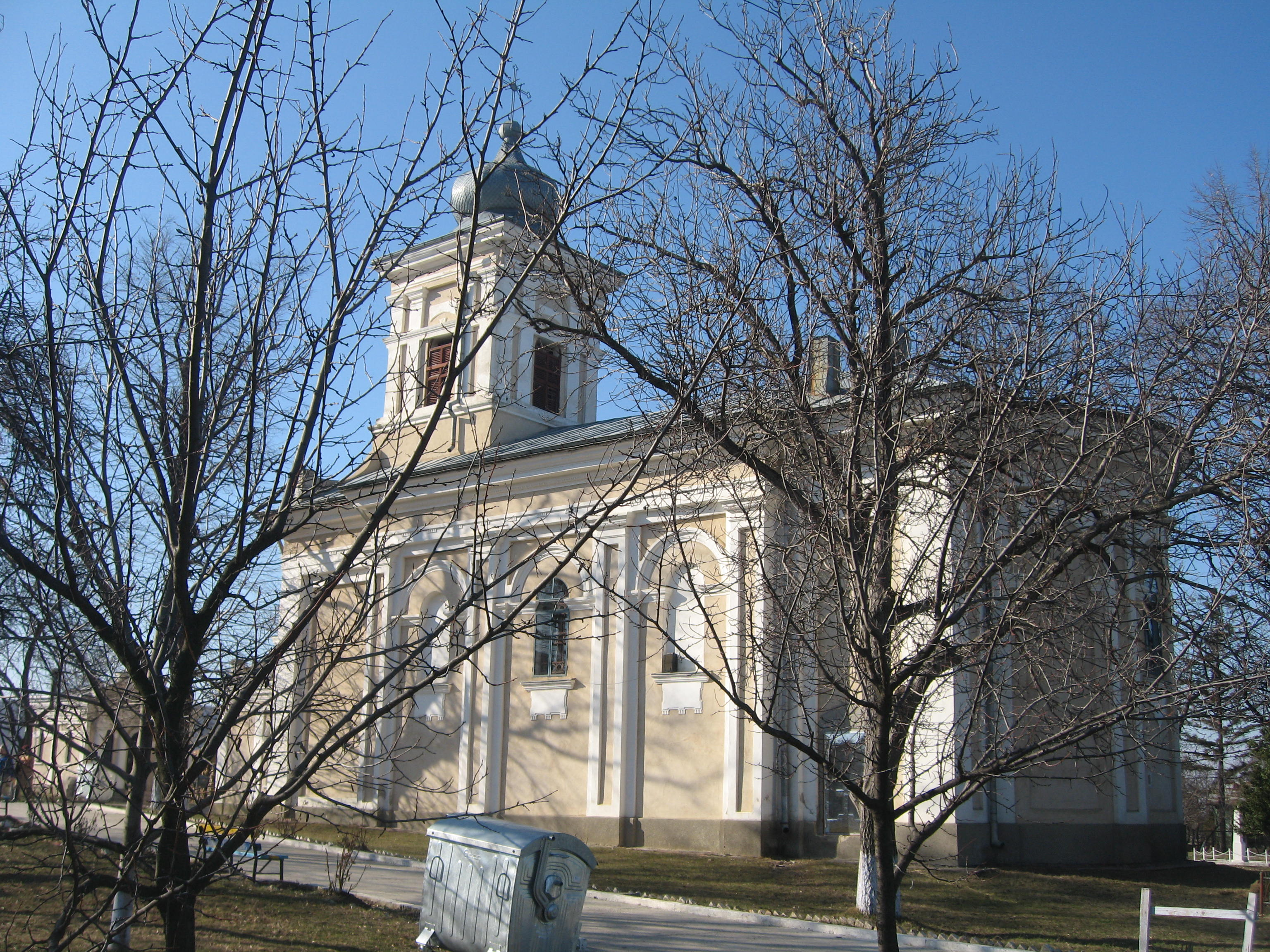
Biserica Adormirea Maicii Domnului din Voinești
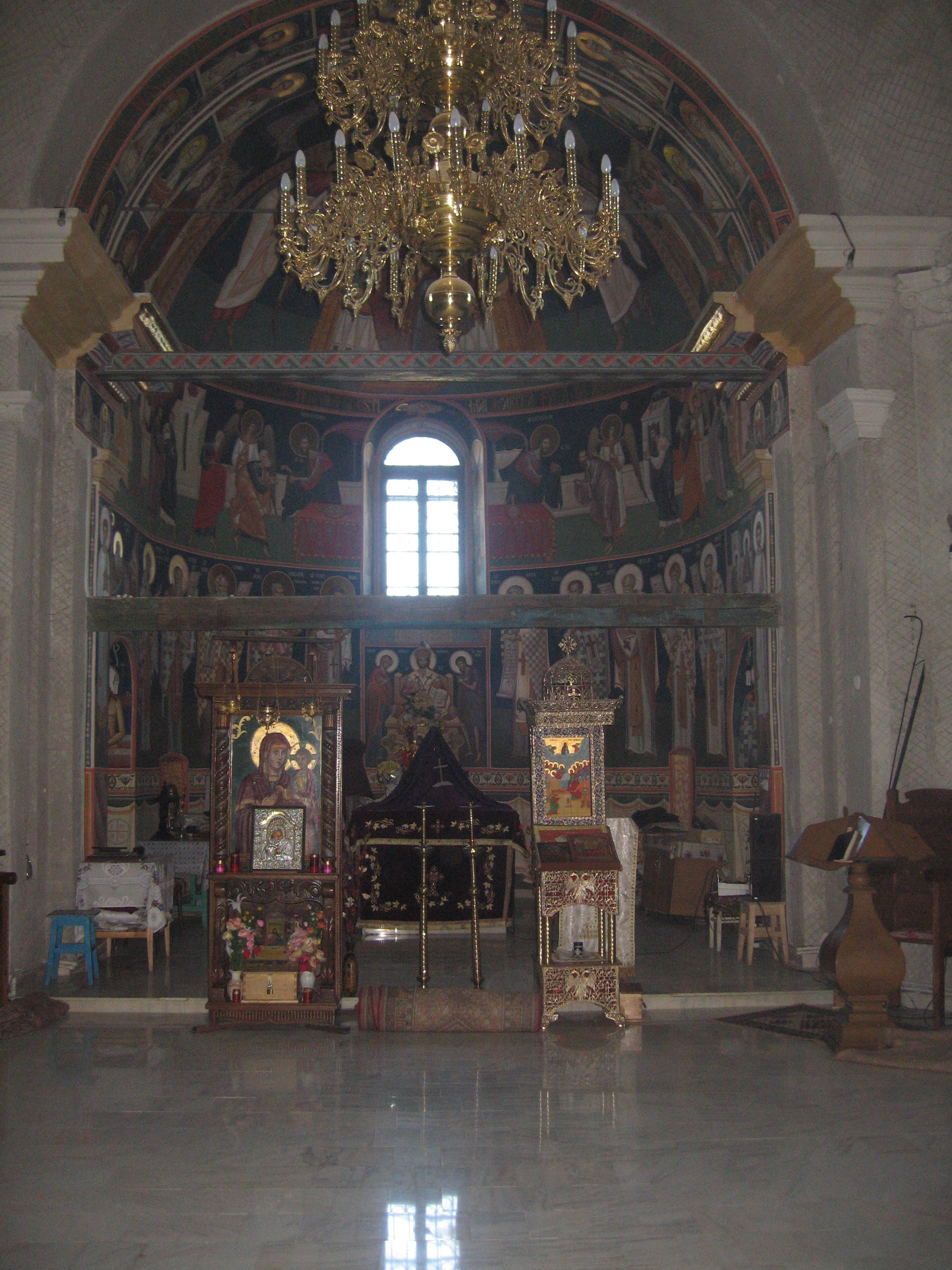
Imagine din interior
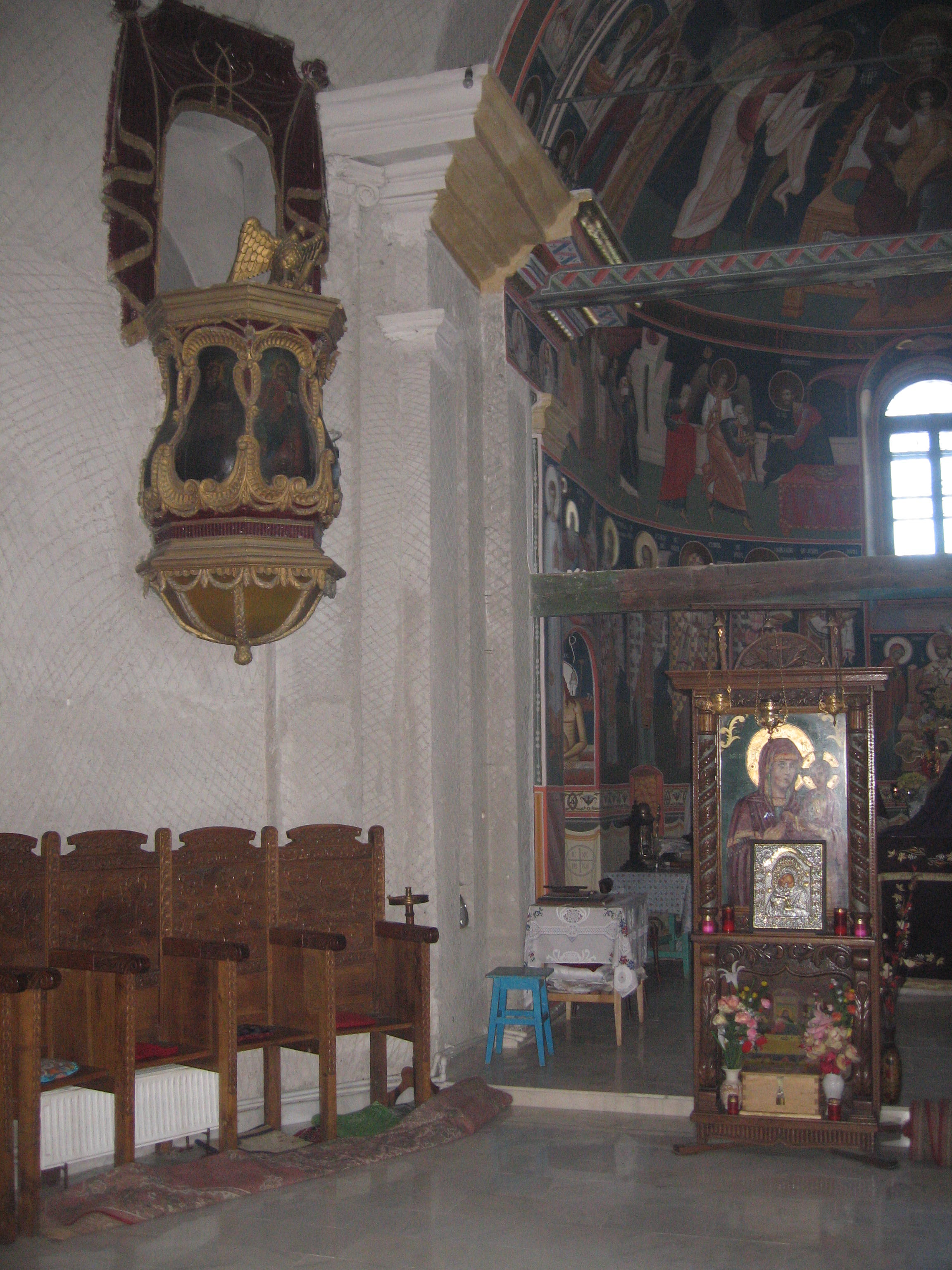
Amvonul bisericii
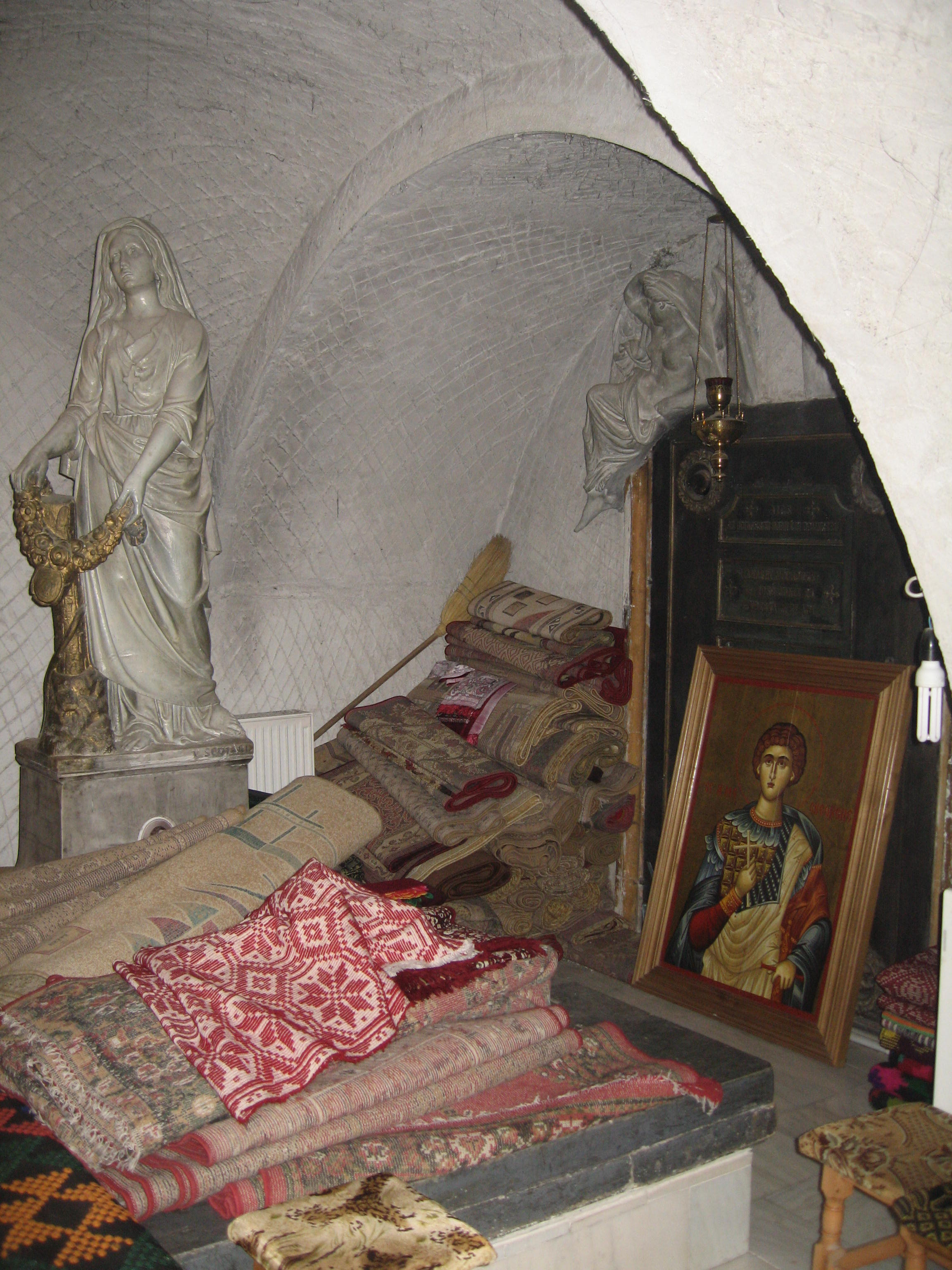
Cripta familiei Negruzzi din biserică
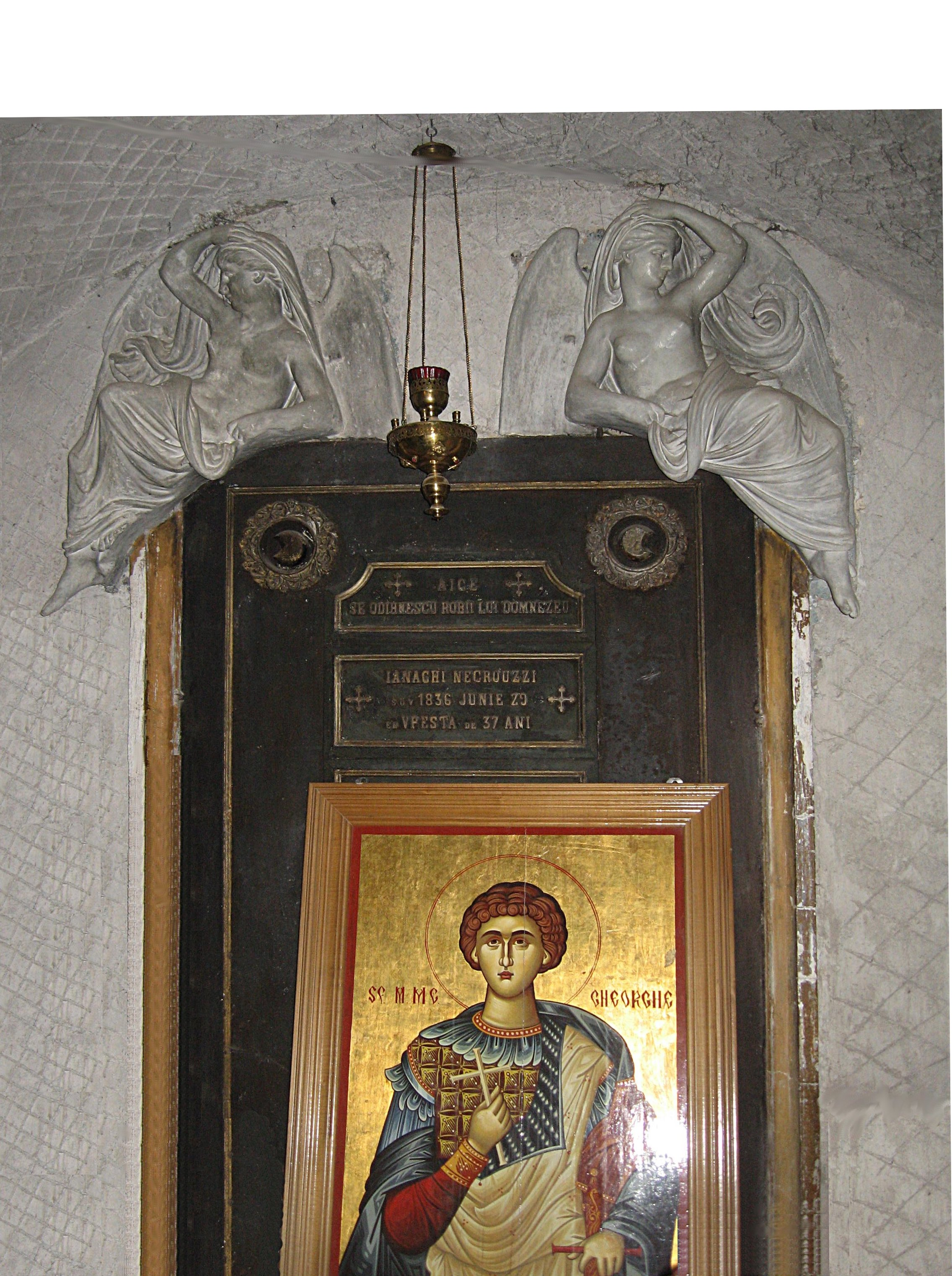
Cripta familiei Negruzzi din biserică
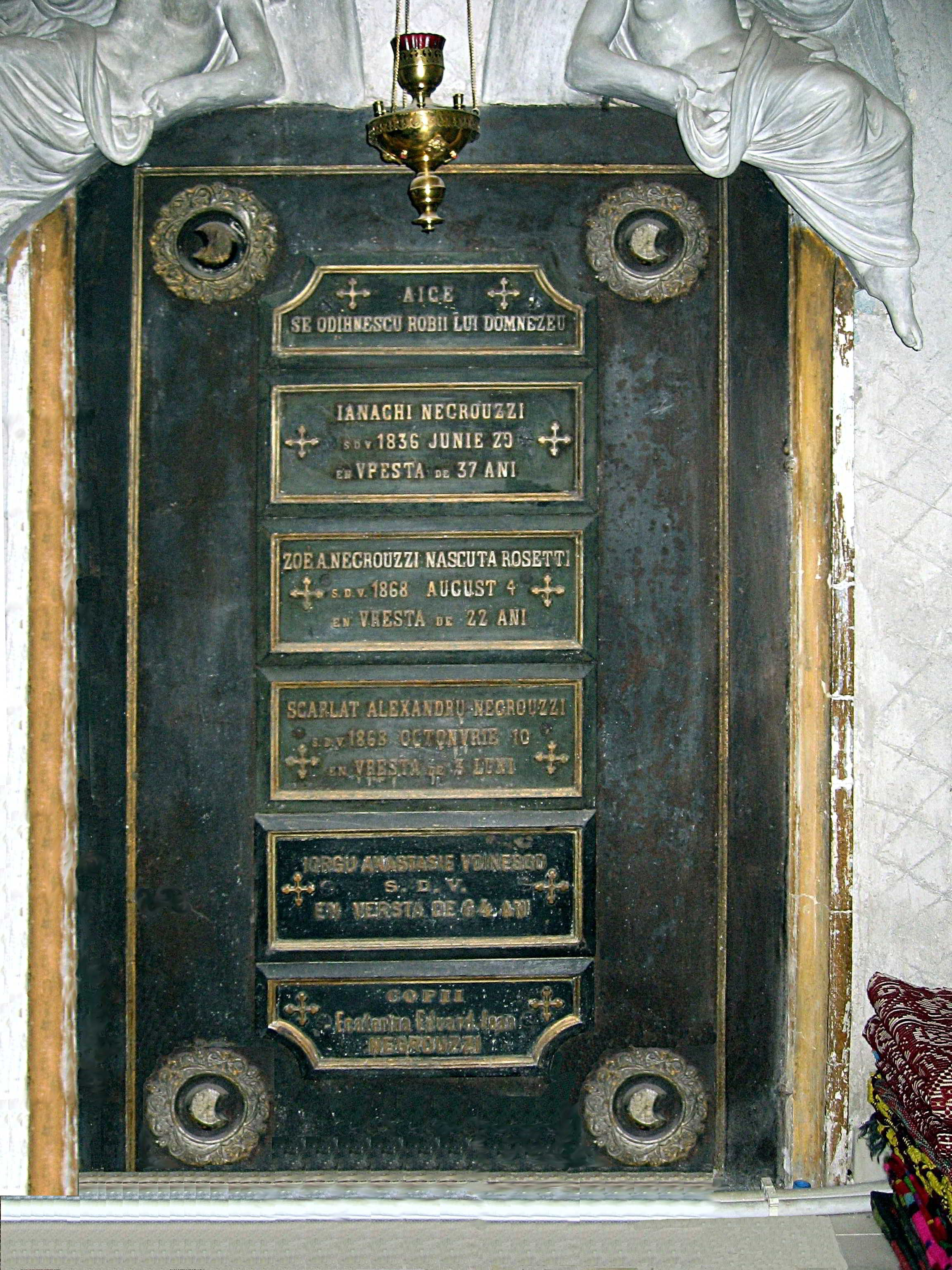
Cripta familiei Negruzzi din biserică
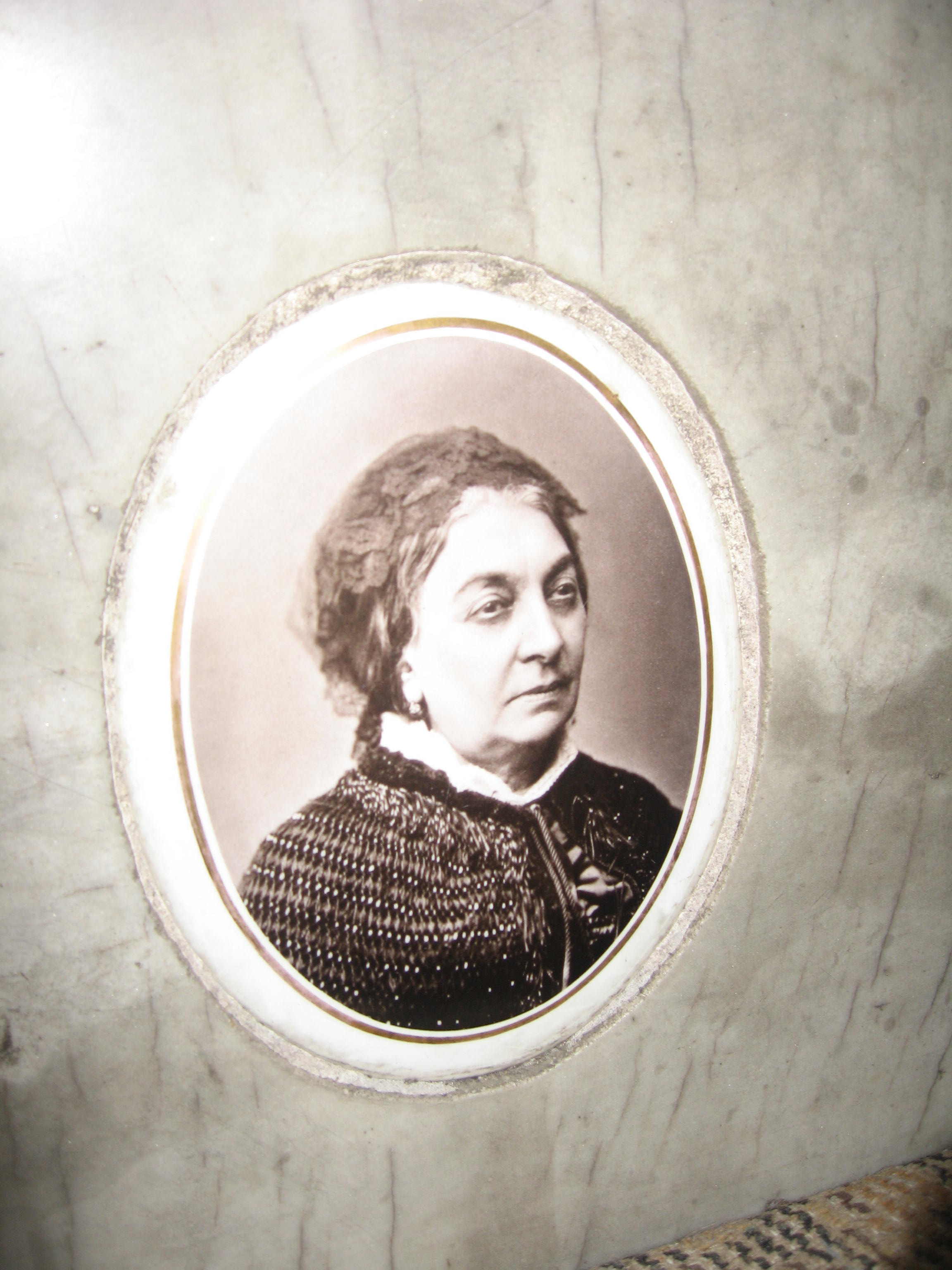
Fotografie a unei membre a familiei boierești Negruzzi pe monumentul funerar din biserică